# Damon Salvatore
Damon Salvatore è un personaggio immaginario, co-protagonista della serie di romanzi Il diario del vampiro, creata dalla scrittrice Lisa Jane Smith. Nella serie televisiva The Vampire Diaries il personaggio è interpretato da Ian Somerhalder.

## Romanzi
(Damon Salvatore in Il diario del vampiro - La lotta (pag. 137) di Lisa Jane Smith.)
Il nome "Damon" era stato utilizzato dalla scrittrice per un personaggio di The Garden of Earthly Delights, romanzo per adulti che stava scrivendo prima di cominciare Il diario del vampiro, e poi abbandonato.
Damon è molto riservato, a tal punto di non far trapelare nessuna delle sue emozioni, a parte la collera. Il suo modo di fare è arrogante, presuntuoso e frivolo; gli piacciono i giochi di parole, che usa per aggirare i problemi, soprattutto se riguardano i suoi sentimenti. Damon mente spudoratamente a se stesso quando deve spiegare perché ha compiuto delle buone azioni, sostenendo di averlo fatto soltanto per capriccio. Ha un sesto senso che gli permette di rilevare le bugie. Non viene mai meno alla parola data; è ostinato, passionale e impaziente e prende quello che vuole senza chiedere il permesso. Non si fa problemi se si tratta di uccidere gli esseri umani, di cui si nutre abitualmente, al contrario di suo fratello Stefan. Nel corso della storia, passando un po' più di tempo in compagnia degli umani, impara a rispettarli, sebbene alcune volte appaia frustrato perché non riesce più a trattarli come prima.
Nato nel XV secolo in Italia, è il figlio maggiore di Giuseppe, conte di Salvatore; sua madre, cui voleva molto bene, è morta alcuni anni dopo la nascita di Stefan, a causa di una malattia. Diventato adulto, Damon comincia a frequentare l'università, ma trascorre la maggior parte del tempo tra donne e gioco d'azzardo, e seduce la giovane Katherine, sebbene sappia che Stefan ne è innamorato. I fratelli Salvatore le chiedono di scegliere tra loro, ma Katherine li vuole entrambi e, ferita dalla loro insoddisfazione, si suicida sperando che tornino in buoni rapporti. Così non è: Damon e Stefan si sfidano a duello uccidendosi a vicenda, ma si risvegliano come vampiri. Katherine, infatti, era una non-morta e aveva scambiato con loro il suo sangue. Damon si unisce a una compagnia di mercenari di ventura e vaga per il paese insieme a loro. Cinquecento anni dopo, giunge a Fell's Church per tormentare Stefan e cerca di sedurne la ragazza, Elena. Damon la costringe a scambiare il sangue con lui, così ella ritorna in vita come vampira quando viene annegata da Katherine, che aveva solo finto la morte e che ora è gelosa. Elena la uccide esponendola al sole e muore anch'ella per la stessa ragione. Damon si ritrova, insieme al fratello e agli amici di Elena, ad affrontare il vampiro Antico Klaus, che vuole vendicare Katherine. Grazie ai suoi poteri di strega, Bonnie riesce a riportare in vita Elena, che uccide Klaus. Tempo dopo, i kitsune Shinichi e Misao prendono il controllo di Damon insinuando le proprie creature, i malach, nel suo corpo, e costringendolo ad aiutarli a rapire Stefan. Elena elimina i malach dentro di lui e insieme partono per la Dimensione Oscura per salvare Stefan, diventando sempre più intimi. Mentre Stefan si riprende dalla prigionia, Damon annusa un mazzo di fiori che il fratello ha riportato con sé e si trasforma in un essere umano: furioso per la sua nuova condizione, torna nella Dimensione Oscura, dove si fa ritrasformare. Successivamente, con Stefan, Elena e Bonnie, parte per il luogo dove si trova una sfera stellata che potrebbe salvare Fell's Church dai kitsune. Nel tentativo di prenderla, Damon muore trafitto dai rami dell'albero sotto il quale era nascosta. Il resto del gruppo cerca di convincere la Corte Celestiale a resuscitarlo, ma invano. Grazie, però, alle gocce della sfera stellata che cadono su di lui, il vampiro rivive e torna a Fell's Church.
Damon si trasferisce nella cittadina intorno al Dalcrest College per stare vicino al suo gruppo di umani, venendo coinvolto nella lotta contro una confraternita che resuscita Klaus. Ferito perché Elena ha definitivamente scelto Stefan, però, Damon decide di non aiutarli e, anzi, riprende a nutrirsi e a uccidere gli esseri umani. Elena cerca di farlo rinsavire, poiché altrimenti sarà costretta a ucciderlo, come prevede il suo ruolo di Guardiana Terrestre. Dopo aver parlato con Katherine, resuscitata insieme a Klaus, Damon decide di aiutare gli altri; Elena riesce anche a salvarlo dalle intenzioni omicide delle Guardiane: i due vengono collegati da un filo d'oro e, se Damon ucciderà ancora un umano, Elena morirà. Dopo aver viaggiato per il mondo per cinque anni, prima da solo e poi con Katherine, Damon scopre l'esistenza di un progetto per creare dei vampiri artificiali e immortali che sostituiscano quelli tradizionali. Si allea quindi con Elena per distruggerli e vendicare la morte di Stefan, eliminato dal capo dei nemici, Jack. Damon riesce ad uccidere Jack e si prepara a iniziare una nuova vita con Elena. Secondo le Guardiane, però, anche se era un vampiro artificiale Jack rimaneva comunque umano, pertanto Damon ha violato il patto ed Elena inizia a morire. La giovane torna ai tempi del liceo per cambiare il proprio destino e cerca l'aiuto di Katherine per far riappacificare i due Salvatore, riuscendo nel suo intento: Damon parte così per l'Italia con il fratello, dopo aver cercato inutilmente di convincere Elena ad andare con loro. In seguito, quando Elena torna al futuro, lei e Damon si incontrano di nuovo a Parigi, e la ragazza capisce che passerà il resto della sua vita con lui.

## Serie TV

### Casting e interpretazione
Ian Somerhalder entrò nel cast della serie nel ruolo di Damon nel marzo 2009. L'attore disse che interpretarlo era "liberatorio e divertente" perché ogni giorno poteva evitare di prendersi sul serio. Trovò invece più arduo rappresentare il lato più morbido di Damon, "difficile da trovare e controintuitivo".

### Caratterizzazione e sviluppo
Mentre nei romanzi Damon e Stefan sono vampiri nati nel Rinascimento italiano, la serie televisiva decise di renderli americani. Somerhalder giudicò che fosse una scelta saggia, poiché non era in grado di riprodurre l'accento, ma ebbe la sensazione che i due fratelli restassero comunque italiani. Nel copione originario del primo episodio, il personaggio si chiamava Damon Whitmore. Al momento del casting, la produzione descrisse Damon come "un vampiro oscuramente bello, forte, attraente e soddisfatto di sé, che sa passare da informale e giocoso a puramente malvagio in meno di un batter d'occhio". Tratti che, disse Somerhalder, "ha preso da Katherine: se fosse in grado di guardarsi dentro direbbe che non sono belle caratteristiche per una persona", ma la presenza di Elena "ricorda a Damon qualcosa che era molto importante nella sua vita, e per questo si notano dei piccoli cambiamenti in lui quando le resta intorno". Fu concepito come personaggio che non ha nulla da perdere, ma già nel corso della prima stagione iniziò ad affezionarsi a luoghi e persone. Somerhalder sperò quindi che tornasse "a mordere la gente, a divertirsi e a sballarsi di sangue tutto il tempo. Ultimamente è stato così serio, forgiando queste relazioni, e penso che ciò lo metta selvaggiamente a disagio". Al termine della sesta stagione, Damon appare ormai completamente ravveduto, tuttavia nella settima stagione, provato dall'assenza di Elena e dalla delusione causatagli dalla madre, compie scelte sbagliate nei confronti delle persone che ama. L'atteggiamento insicuro e vulnerabile di Damon lasciò perplessi gli spettatori, e quando un fan fece notare alla produttrice esecutiva Julie Plec che lo sviluppo del personaggio faceva un passo avanti e due indietro, questa rispose che "il giorno in cui Damon Salvatore diventerà un angelo perfetto, sarà il momento di smettere con questa serie. La gente non sempre cresce fino a raggiungere la perfezione, e non sono sicura che quel Damon mi piacerebbe. Amiamo esplorare la sua profondità, la sua vulnerabilità, e la sua anima profondamente eroica. Ma ci piace anche odiare la parte di lui che è egoista, testarda, manipolatrice e – ammettiamolo – stronza."

#### Relazioni
All'esordio della prima stagione, Damon è un auto-proclamato tipo solitario, che se ne sta spesso sulle sue. Nonostante inizialmente abbia rapporti antagonistici con gli esseri umani, gradualmente si lascia coinvolgere nelle vite di molti abitanti di Mystic Falls, quali Alaric Saltzman e lo sceriffo Forbes, stringendo amicizia con loro. Trascorrendo del tempo con Elena Gilbert, Damon diventa più empatico e si innamora profondamente di lei, venendone ricambiato. Ciò lo porta a decidere di assumere la cura per il vampirismo e restare insieme a lei fino alla morte. La coppia da loro formata, battezzata "Delena", è diventata una delle più amate della serie. Crystal Bell di MTV.com spiegò che "non solo si sono resi migliori, ma hanno anche soffiato la vita l'uno nell'altra. Senza Elena, Damon si sente soffocare – e questo è un effetto collaterale molto reale che deriva dall'aver sperimentato la perdita. Per tantissime stagioni, Damon ha cercato di essere un uomo migliore per Elena. Anche se spesso è inciampato a causa del suo inarrestabile masochismo, alla fine ha tirato fuori la sua umanità e hanno avuto qualcosa di molto bello. Lui l'ha ispirata a vivere il momento, e lei gli ha dato uno scopo dopo qualche decennio di desolazione. I loro punti di forza, però, sono stati i loro difetti. Insieme sono stati perfettamente imperfetti. Si sono visti al loro peggio".
Damon ha un rapporto di amore-odio con suo fratello Stefan, iniziato quando entrambi si sono innamorati della stessa donna, Katherine, e degenerato quando il secondo ha costretto il primo a trasformarsi in un vampiro. Tuttavia, già dopo alcuni episodi diventa evidente che il loro legame fraterno è indissolubile. Secondo Kristie Rohwedder di Bustle.com, "la loro relazione è sicuramente complicata, ma c'è una cosa della loro dinamica che è chiara come il giorno: l'amore che Stefan e Damon nutrono l'uno per l'altro non conosce limiti." Paul Wesley, l'interprete di Stefan, raccontò: "La dinamica tra i personaggi è così interessante perché si amano, ma si odiano. [...] Con il progredire della stagione, sviluppano più amore l'uno per l'altro, ma continuano a fare cose per rendersi reciprocamente diffidenti, quindi torniamo al punto di partenza e ricominciamo". Definì il loro rapporto nel passato "bellissimo", perché "a quei tempi si volevano moltissimo bene".

### Storia
Damon Salvatore è nato nel 1839, primo figlio di Giuseppe Salvatore; la madre Lily, di origini francesi, viene creduta morta di tubercolosi nel 1858, ma in realtà è diventata una vampira. Ha un fratello, Stefan, di qualche anno più giovane di lui. Nel 1864, a 25 anni, Damon è di stanza con l'esercito ad Atlanta, ma la vita militare non fa per lui e quindi torna a casa, a Mystic Falls. Qui sia lui che Stefan si innamorano della nuova arrivata Katherine Pierce. Damon non riesce a ignorare i suoi sentimenti neanche quando scopre che è una vampira. Le famiglie fondatrici, però, iniziano a dare la caccia ai non-morti; Katherine viene portata via e i fratelli vengono uccisi dal padre nel tentativo di salvarla. Con il sangue della ragazza nelle vene, i due si trasformano in vampiri; Damon è costretto a completare la trasformazione da Stefan, che non vuole rimanere solo. Da allora, Damon odia il fratello e cerca di rovinargli in ogni modo l'esistenza. Dopo la trasformazione, se ne va e incontra la vampira Sage, grazie alla quale inizia a considerare il vampirismo un dono.
Nel 2009, Damon ritorna a Mystic Falls, dove cerca di avvicinarsi ad Elena, la ragazza di Stefan, attratto dalla sua somiglianza con Katherine; intanto cerca di liberare la stessa Katherine, che fu sigillata ancora viva in una cripta. La vampira però non c'è perché, con uno stratagemma, era riuscita a liberarsi. Intanto, il vampiro Originale Klaus vuole sacrificare Elena per spezzare la maledizione che blocca la sua seconda natura di lupo mannaro: Damon cerca di impedirlo, ma viene morso da un licantropo, entrando così in uno stato di confusione che lo porterà alla morte. Elena, sopravvissuta al sacrificio, resta con lui e Damon le confessa i suoi sentimenti, prima di venire curato. Per una serie di vicissitudini, Elena si trasforma in un non-morto con il suo sangue nelle vene. Egli la aiuta ad adattarsi alla sua nuova condizione e intraprende una relazione con lei, mentre si cerca la cura per il vampirismo, che le offre; Elena, però, rifiuta di assumerla e gli confessa invece di amarlo. Qualche tempo dopo, la setta dei Viaggiatori prende il controllo della città. Damon ed Elena decidono di sacrificarsi causando un'esplosione per eliminarli tutti. Bonnie fa tornare in vita Elena grazie a un incantesimo, che però s'interrompe, lasciando Damon nel mondo dei morti. Dopo un po' egli riesce a tornare, ma nel frattempo Elena si è fatta cancellare i ricordi di loro due perché troppo dolorosi. Il ragazzo la riconquista comunque e le dona nuovamente la cura per il vampirismo, decidendo di prenderla anche lui. Quando Elena la beve, oltre a tornare mortale ricorda il loro amore, ma poco dopo cade in un sonno profondo poiché l'eretico Kai, per vendicarsi di Bonnie, ha legato le loro vite: finché Bonnie non morirà, Elena non si sveglierà. Trascorre del tempo e Damon, stanco di creare problemi ai suoi amici, decide di lasciarsi essiccare in una bara e di svegliarsi solo quando lo farà anche Elena, ma dopo soli tre anni suo fratello lo risveglia. La mente di Damon viene irretita dalla sirena Sybil, che lo trasforma in un assassino spietato, ma il vampiro riesce a trovare la forza di rinsavire quando perdona definitivamente Stefan per averlo costretto a diventare un vampiro. Katherine cerca di distruggere Mystic Falls consumandola con le fiamme dell'Inferno, ma Stefan, che è tornato umano grazie alla cura, decide di sacrificarsi per impedirlo. Prima di morire, estrae la cura per il vampirismo dal proprio corpo e la inietta in Damon, facendolo tornare umano. Scongiurata la distruzione delle città, Bonnie riesce ad annullare la magia di Kai risvegliando Elena senza dover morire, così lei e Damon hanno modo di vivere una lunga esistenza mortale insieme, al termine della quale egli trova la pace, ricongiungendosi con Stefan nell'aldilà.

#### NeI diari di Stefan
I diari di Stefan, serie di romanzi tratta dalla serie televisiva, raccontano il passato di Damon dopo la trasformazione in vampiro. Egli giunse a New Orleans con Stefan, ma si rifiutava di bere sangue finché la vampira Lexi gli fece bere quello di un animale, risvegliando la sua sete di sangue umano: Damon uccise quindi Callie, la ragazza di cui Stefan si era innamorato. Seguendo il fratello, si trasferì a New York, dove, fingendosi il conte italiano DeSangue, sposò Lydia Sutherland. La famiglia della ragazza venne massacrata da un vampiro al servizio di Klaus, che voleva vendicarsi per la morte di Katherine. Damon viaggiò in India e in Africa, arrivando a Londra, dove iniziò a frequentare il bel mondo e venne sospettato di essere lo Squartatore. Il vero colpevole era Samuel, un vampiro fidanzato con Katherine, che nutriva rancore verso i Salvatore.

## Accoglienza
Il Damon televisivo ha ricevuto un riscontro positivo. Parlando di lui, The Independent scrisse: "Che si tratti del suo gioioso desiderio di corrompere, apparentemente, ogni persona nella piccola città di Mystic Falls, uomo o donna, giovane o anziana, oppure l'utilizzo consapevole di oggetti di scena come i corvi per manifestare le proprie cattive intenzioni, Damon si presenta come la versione vampiro vendicativo di Chuck Bass di Gossip Girl e così facendo dimostra che qualsiasi show per adolescenti, nonostante necessiti di una buona storia d'amore, non è niente senza un buon cattivo che smuova la trama". Secondo il New York Times, "Damon sembra il tipo che ruberebbe i guanti ad un bambino di 8 anni e che vuole chiaramente avere Elena come cena, piuttosto che portarla fuori per un buon pasto da Tim Hortons", mentre per Movieplayer "è un villain tagliato con l'accetta, tutto sorrisini perfidi e mossette insopportabili". Secondo TV Fanatic, Damon, eletto miglior personaggio delle prime due stagioni, "potrebbe vincere il premio come miglior personaggio televisivo [...] È un vampiro ibrido. A volte spaventoso, a volte vulnerabile. Ma è sempre spassoso e apporta allo show battute ironiche e attacchi sanguinosi ai residenti di Mystic Falls". Inoltre, "grazie alla performance sempre divertente ed impressionante di Ian Somerhalder, è un personaggio sul quale si può contare per avere umorismo, emozione e azione. [...] Damon domina The Vampire Diaries".

Nel libro A Visitor's Guide to Mystic Falls, Alyxandra Harvey paragona Damon ad un eroe gotico, affiancandolo a Heathcliff di Cime tempestose. Damon viene anche paragonato a Rhett Butler di Via col vento: come lui, era un ribelle e uno speculatore, ed era innamorato di una donna (Katherine) che amava, però, un altro uomo (Stefan), e che si rese conto che lui era più adatto a lei solo quando ormai l'aveva perso.

In una classifica dei migliori vampiri televisivi di sempre stilata da Rolling Stone, Damon figura al terzo posto, sopra Edward Cullen (decimo) e Eric Northman (quarto). La rivista motiva la scelta scrivendo: "Somerhalder bilancia abilmente pericolosità e umorismo senza compromettere la qualità. Dice Damon: 'Io sono pronto a uccidere l'ambasciator che porta pena. Lo sai perché? Perché l'ambasciatore porta un messaggio'". Il maggiore dei due fratelli Salvatore si è aggiudicato 273.000 voti, il 50,7%, nel contest «Sexy beasts» lanciato da Entertainment Weekly, ottenendo il titolo di "bestia" più sexy di Hollywood. Fu inserito da BuddyTv nella lista dei personaggi televisivi più cattivi del 2011, che lo piazzò all'ottavo posto perché "come vampiro senza grossi scrupoli a uccidere e/o mangiare la gente, è una persona pericolosa da incontrare come conoscente. Se ti ama, d'altra parte, ucciderà solo tuo fratello". Damon è stato anche candidato come personaggio televisivo preferito ai Meus Prêmios Nick 2014.